# Karla Godinez
Karla Lorena Godinez Gonzalez (ur. 29 czerwca 1998) – kanadyjska zapaśniczka walcząca w stylu wolnym. Brązowa medalistka mistrzostw świata w 2022 roku.
Triumfatorka mistrzostw panamerykańskich w 2022 i 2025. Piąta w Pucharze Świata w 2022 roku.
Jej siostra Ana Godinez, również jest zapaśniczką.